# Маклафлин, Мэдисон
Мэдисон Блейн Маклафлин (англ. Madison Blaine McLaughlin, род. 5 ноября 1995, Батон-Руж, Луизиана) — американская актриса. Она известна по роли Эвелин Шарп/Артемиды в супергеройском телесериале CW «Стрела».

## Биография
Маклафлин родилась 5 ноября 1995 года в Батон-Руж, штат Луизиана, а затем переехала в Лос-Анджелес со своей семьей, когда ей было 11 лет. У нее есть три младшие сестры: Марисса, Мэллори и Мэринн.
Маклафлин начала свою карьеру в индустрии развлечений в качестве детской модели, а затем занялась актерским мастерством. Она была участницей конкурса«Мисс Калифорния-Подросток США» в 2009 году.
Первой заметной ролью Маклафлина стала роль приглашенной звезды в телешоу «Сверхъестественное». В 2013 году она также снялась в третьем сезоне сериала «Волчонок» в роли Пейдж Красикевой.
Маклафлин неоднократно появлялся в телешоу «Особо тяжкие преступления» и «Полиция Чикаго».
В 2016 году Маклафлин получила роль в супергеройском сериале «Стрела» на роль Эвелин Шарп, ее самую большую роль на сегодняшний день.
В 2020 году Маклафлин снялся в подростковом триллере Lifetime «Скорее всего, убийство», а также появился в роли гостя в сериале CW «Розуэлл, Нью-Мексико».

## Избранная фильмография
| Год       |    | Русское название           | Оригинальное название | Роль                   |
| --------- | -- | -------------------------- | --------------------- | ---------------------- |
| 2010      | ф  | Метеоритный Апокалипсис    | Meteor Apocalypse     | Элисон ДеМатти         |
| 2011      | с  | Менталист                  | The Mentalist         | Аннабет Лисбон         |
| 2012      | с  | Морская полиция: Спецотдел | NCIS                  | Рози Мартин            |
| 2012      | тф | —                          | Isabel                | Вивиан Дресли          |
| 2012—2013 | с  | Сверхъестественное         | Supernatural          | Крисси Чемберс         |
| 2013      | с  | Волчонок                   | Teen Wolf             | Пейдж Красикева        |
| 2013      | с  | Особо тяжкие преступления  | Major Crimes          | Крис Слейтер           |
| 2013      | с  | Американская семейка       | Modern Family         | Сиенна                 |
| 2015      | с  | Безумцы                    | Mad Men               | Сара                   |
| 2015      | с  | Истории Райли              | Girl Meets World      | Жасмин                 |
| 2015      | с  | В поисках Картер           | Finding Carter        | Оливия                 |
| 2015      | с  | Полиция Чикаго             | Chicago P.D.          | Мишель Сована          |
| 2016—2017 | с  | Стрела                     | Arrow                 | Эвелин Шарп / Артемида |
| 2018      | с  | Реанимация                 | Code Black            | Радость                |
| 2019      | ф  | Скорее всего, убийство     | Most Likely to Murder | Кейси                  |
| 2019      | с  | Знай, что я редкий         | Aware I'm Rare        | Хлоя                   |
| 2020      | с  | Розуэлл, Нью-Мексико       | Roswell, New Mexico   | Ирис Санчес            |
| 2022      | с  | YPF Бланка                 | The Blank's YPF       | Луиза                  |
| 2023      | ф  | солнце Луна                | Sun Moon              | Лиз                    |